# بخش لونگون
بخش لونگون (به لاتین: Longwen District) یک منطقهٔ مسکونی در چین است که در جانگجاو واقع شده‌است.